# 헵시바
헵시바(Hephzibah, Hepzibah, חֶפְצִי־בָהּ, ḥefṣīvah, ḥep̄ṣīḇāh)는 성경 속 열왕기의 인물이다. 기원전 715년 경 ~ 686년 사이를 통치했다. 유다국 13대 국왕 히스기야의 아내이자 기원전 692년 경 ~ 637년 약 55년간 유다를 통치한 므낫세의 어머니이다.
이하 내용은
티스토리 "행복한 삶을 살고 있는 당신께"에서 그대로 가져온 글입니다
작성일자 : 2024. 6. 24. 09:50
헵시바(Hephzibah)는 성경에서 유래된 이름으로, 이사야서 62장 4절에 등장합니다. 이 이름은 히브리어로 "나의 기쁨이 그녀에게 있다"는 의미를 가지고 있으며, 주로 긍정적이고 희망적인 의미를 내포하고 있습니다. 이 블로그 글에서는 헵시바의 의미, 성경에서의 배경, 그리고 현대에서의 사용에 대해 자세히 살펴보겠습니다.
1. 헵시바의 의미
헵시바는 히브리어 "חֶפְצִי־בָהּ" (Hephzi-bah)에서 유래된 이름으로, 직역하면 "나의 기쁨이 그녀에게 있다"는 의미를 갖습니다. 이는 매우 긍정적이고 애정 어린 표현으로, 헵시바라는 이름을 가진 사람에게 특별한 가치를 부여합니다.
2. 헵시바와 뷸라
하나님의 기쁨: 성경적 맥락에서, 헵시바는 하나님의 기쁨이 특정 인물이나 집단에게 있다는 것을 나타내며, 이는 그들의 소중함과 특별함을 강조합니다.
헵시바는 구약 성경의 이사야서 62장 4절에 등장합니다. 이 구절에서 헵시바는 예루살렘을 비유적으로 지칭하는 이름으로 사용됩니다.
이사야서 62장 4절: "다시는 너를 버림받은 자라 부르지 아니하며 다시는 네 땅을 황무지라 부르지 아니하고 오직 너를 헵시바라 하며 네 땅을 '뷸라'라 하리니 이는 여호와께서 너를 기뻐하실 것이며 네 땅이 결혼한 바가 될 것임이라."
헵시바와 뷸라: 여기서 '헵시바'는 '나의 기쁨이 그녀에게 있다'는 뜻이며, '뷸라'는 '결혼한'을 의미합니다. 이는 예루살렘과 하나님의 관계를 묘사하며, 하나님이 예루살렘을 다시 사랑하고 회복시킬 것임을 상징합니다.
3. 역사적 배경과 인물
헵시바는 또한 구약 성경의 열왕기하 21장에 언급된 왕비의 이름이기도 합니다. 헵시바는 유다 왕국의 히스기야 왕의 아내이자, 므낫세 왕의 어머니로 알려져 있습니다.
히스기야 왕의 아내: 히스기야는 유다의 선한 왕 중 하나로 평가받으며, 그의 통치 기간 동안 많은 종교적 개혁이 이루어졌습니다. 그의 아내 헵시바는 성경에서 직접적으로 많은 언급이 없지만, 그녀의 아들 므낫세 왕은 이후 유다 왕국의 왕이 되어 중요한 역할을 합니다.
4. 현대에서의 헵시바
현대에 이르러, 헵시바라는 이름은 다양한 맥락에서 사용되고 있습니다. 성경적 의미를 가진 이름으로서, 여전히 많은 사람들이 자녀에게 이 이름을 지어주고 있으며, 문학 작품이나 예술에서도 종종 등장합니다.
이름으로서의 헵시바: 헵시바는 여전히 기독교 가정에서 자주 사용되는 이름입니다. 이 이름을 가진 사람들은 그 의미처럼 기쁨과 사랑을 상징하는 존재로 여겨집니다.
문학과 예술에서의 등장: 헵시바는 성경적 의미와 함께 문학 작품이나 예술에서도 상징적인 의미를 가지고 사용됩니다. 이는 긍정적인 이미지와 희망적인 메시지를 전달하는 데 효과적입니다.
5. 헵시바의 문화적 영향
헵시바는 단순한 이름을 넘어, 다양한 문화적 영향력을 가지고 있습니다. 이는 주로 종교적 맥락에서 기인하지만, 그 의미가 널리 알려지면서 일반 문화에서도 영향을 미치고 있습니다.
일반 문화에서의 사용: 헵시바라는 이름은 종종 소설, 영화, 텔레비전 프로그램 등에서 등장하며, 그 의미와 상징성을 통해 스토리텔링에 깊이를 더합니다.
★결론
헵시바는 "나의 기쁨이 그녀에게 있다"는 아름다운 의미를 가진 성경적 이름으로, 긍정과 희망을 상징합니다. 성경에서 예루살렘을 비유적으로 지칭하는 이름으로 사용되며, 역사적으로는 히스기야 왕의 아내로도 알려져 있습니다. 현대에 이르러 헵시바는 여전히 많은 사람들에게 사랑받는 이름으로, 다양한 문화적 맥락에서 그 의미와 상징성이 계속해서 전해지고 있습니다.
출처 : 행복한 삶을 살고 있는 당신께, 블로그 

## 성경, 랍비 문헌
헵시바는 열왕기하 21장 1절에 기술되어 있다. 랍비 문학에서 이사야는 므낫세의 외할아버지였다.